# Akram Bounabi
Akram Bounabi (en arabe : أکرم بونبي), né le 28 août 1999, est un escrimeur algérien.

## Carrière
Akram Bounabi est médaillé de bronze en sabre par équipes aux Championnats d'Afrique d'escrime 2016 à Alger, aux Championnats d'Afrique d'escrime 2018 à Tunis ainsi qu'aux Championnats d'Afrique d'escrime 2019 à Bamako. En avril 2021, il remporte le tournoi de qualification olympique africain au Caire, obtenant ainsi sa qualification pour les Jeux olympiques de Tokyo.
Il remporte la médaille d'argent en fleuret par équipes et la médaille de bronze en sabre par équipes aux Championnats d'Afrique d'escrime 2022 à Casablanca.
Aux Championnats d'Afrique 2023 au Caire, il est médaillé de bronze en sabre par équipes.